# Marasmarcha lamborni
Marasmarcha lamborni is een vlinder in de familie van de vedermotten (Pterophoridae). De wetenschappelijke naam van de soort is voor het eerst geldig gepubliceerd in 2014 door Vasily N. Kovtunovich & Petr Ya. Ustjuzhanin.

## Type
- holotype: "male. 14–15.12.2010. leg. Kovtunovich V. & Ustjuzhanin P. BMNH 22683"
- instituut: BMNH, Londen, Engeland
- typelocatie: "Malawi, Mangochi District, 25 km E Mangochi, Namizimu Forest Reserve, Uzuzu Hill, 14°24',S, 35°22'E, 1040 m"